# William Paterson (giudice)
William Paterson (contea di Antrim, 24 dicembre 1745 – Albany, 9 settembre 1806) è stato un politico e giudice statunitense. Fu firmatario della Costituzione degli Stati Uniti, 2º governatore del New Jersey, membro del 1º Congresso degli Stati Uniti e giudice della Corte Suprema.

## Biografia
William Paterson nacque nella contea di Antrim, ora situata nel Nord Irlanda, e giunse in quelli che ora sono gli Stati Uniti all'età di due anni ed entrò nel College del New Jersey (ora Università di Princeton) a 14 anni. Dopo essersi laureato, Paterson studiò legge con l'avvocato Richard Stockton e fu ammesso al bar giuridico nel 1768.
Fu scelto dalla contea di Somerset come delegato per i primi tre congressi provinciali del New Jersey e, come segretario, registrò la Costituzione del New Jersey del 1776.
Dopo l'indipendenza, Paterson fu procuratore generale del New Jersey dal 1776 al 1783. Nel 1787 partecipò alla Convenzione di Filadelfia dove presentò il piano del New Jersey per un corpo legislativo unicamerale in cui ogni stato aveva gli stessi rappresentanti. La Costituzione fu firmata dopo il Grande Compromesso.
Paterson fu uno dei primi due senatori del New Jersey. Dimostrò di essere un forte nazionalista e, durante la sua carriera politica, sostenne il partito federalista. Come membro della Commissione di Giustizia del Senato, Paterson giocò un ruolo importante nella redazione del Judiciary Act del 1789 che istituì il sistema di giustizia federale.
Paterson rassegnò le dimissioni da senatore nel 1790 per succedere a William Livingston come governatore del New Jersey. Come governatore intervenne nel campo giudiziario, codificando le leggi inglesi del New Jersey prima della Rivoluzione nelle leggi dello Stato del New Jersey.
Il 27 febbraio 1793 George Washington lo nominò giudice associato della Corte Suprema degli Stati Uniti ma il giorno dopo lo stesso presidente ritirò tale nomina a causa della clausola di ineleggibilità presente all'articolo 1, sezione VI della Costituzione. Il 4 marzo dello stesso anno, Washington lo rinominò alla Corte Suprema dato che il suo mandato da senatore era finito.
Si dimise così da governatore per ricoprire il ruolo da giudice della Corte Suprema. Durante i suoi anni alla Corte cercò di far valere il principio della supremazia del diritto sui governi.
Paterson mantenne la carica di giudice fino al giorno della sua morte, avvenuta nel 1806 a casa di sua figlia e del genero Van Renssalaer in Albany. Fu sepolto nella tomba di famiglia di Van Renssalaer finché la città non ne acquistò la proprietà. Le sue spoglie furono ricollocate al cimitero rurale di Albany, luogo dove sono sepolti anche il giudice della Corte Suprema Rufus Wheeler Peckham e il Presidente degli Stati Uniti Chester Alan Arthur.
La città di Paterson, nel New Jersey, e la William Paterson University sono così chiamate in suo onore.